# 이소하라정
이소하라정(磯原町)은 이바라키현 다가군에 일찍이 존재했던 정이다. 

## 지리
- 현재의 기타이바라키시 중부에 해당한다.
- 촌 지역은 다가산지의 일부로 거의 산으로 이루어진 지형이다.
- 촌은 태평양에 접해 있다.
- 촌은 오키타강 북안에 위치해 있다.

## 역사
- 1889년 4월 1일 - 정촌제 시행에 의해 다가군 기타나카고촌이 성립하였다.
- 1925년 1월 1일 - 기타나카고촌이 정으로 승격・개칭해 이소하라정이 되었다.
- 1956년 3월 31일 - 오쓰촌, 세키모토촌, 히라가타정, 미나미나카고촌과 합병해, 이바라키시가 성립하여, 동일 기타이바라키시가 개칭되어, 이소하라정은 소멸하였다.

## 인구
| 1891년 | 2,932  |
| 1902년 | 4,007  |
| 1920년 | 10,265 |
| 1924년 | 9,089  |
| 1935년 | 9,342  |
| 1950년 | 13,692 |

## 교통

### 철도
- 일본국유철도(→ 동일본 여객철도) 조반선

### 도로
- 1급국도
  - 국도 제6호선

## 참고문헌
- 角川日本地名大辞典編纂委員会『角川日本地名大辞典 8 茨城県』、角川書店、1983年 ISBN 4040010809